# Osman
Osman je moško osebno ime.

## Izvor imena
Ime Osman je muslimanskega izvora, ki izhaja iz turškega imena Osman, to pa iz arabskega  'Utmãn. To v arabščini pomeni »mladič droplje« ali »mlada kača«. Verjetno so ime 'Utmãn Arabci dajali otrokom, da bi jih obvarovali pred zlimi duhovi in drugimi nečistimi silami.

## Pogostost imena
Po podatkih Statističnega urada Republike Slovenije je bilo v Sloveniji na dan 31. decembra 2007 399 oseb z imenom Osman.

## Znane osebe
- Osman I., ustanovitelj samostojne turške države (1288), ki se je po njem imenovala osmansko cesarstvo
- Osman Đogić, prvi bošnjaški mufti v Sloveniji